# Xã Dash, Quận Towner, Bắc Dakota
Xã Dash (tiếng Anh: Dash Township) là một xã thuộc quận Towner, tiểu bang Bắc Dakota, Hoa Kỳ. Năm 2010, dân số của xã này là 25 người.